# Browning M1917
De Browning M1917 is een machinegeweer, geïntroduceerd in 1917.

## Aanloop
De ontwikkeling ervan begon in 1889. John Moses Browning patenteerde het machinegeweer in 1890. De eerste gas-aangedreven modellen werden onder de naam Colt M geproduceerd door de Colt's Manufacturing Company in 1895.
In 1901 vroeg Browning een patent aan op zijn gas-aangedreven systeem. Toen hij dit gekregen had ging hij aan de slag met een prototype, dat werd geproduceerd in 1910.

## 1917
In februari 1917 verzocht het Amerikaanse leger om een demonstratie van het nieuwe machinegeweer. Er waren echter enkele problemen, en de demonstratie overtuigde niet. Een tweede demonstratie in maart 1917 had meer succes, en het wapen werd in dienst genomen door het Amerikaanse leger, dat 45.000 exemplaren bestelde.
Door vertragingen in de fabriek heeft de M1917 alleen in de laatste dagen van de Eerste Wereldoorlog dienstgedaan. Tijdens die dagen scoorde het wapen goed op vuursnelheid en betrouwbaarheid. In de Tweede Wereldoorlog is het door de Amerikanen veel gebruikt. Het Verenigd Koninkrijk kocht ze ook.

## Varianten

### M1917A1
- Watergekoeld systeem
- Dubbele handgreep in plaats van de pistoolhandgreep
- Modificatie na de Eerste Wereldoorlog
- Had bijna hetzelfde uiterlijk als de M1917

### M1918
- Speciale versie voor in vliegtuigen, die geen waterkoeling nodig had

### Ksp m/36
- Zweedse benaming voor de M1917
- 6,5 × 55 mm voor infanterie
- 8 × 63 mm voor luchtafweer

### Ckm wz.30
- Poolse variant van de M1917
- 7,92 × 57 mm patroon